# هواپیمایی تفتان

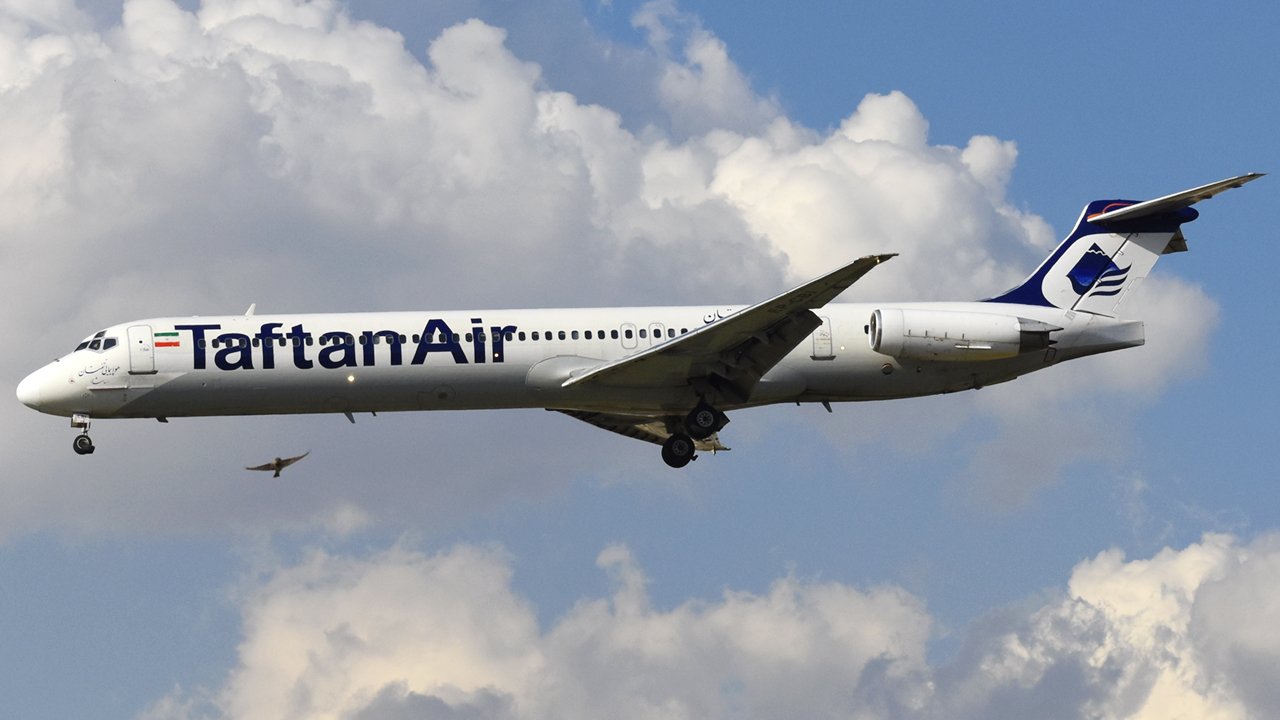
مک‌دانل داگلاس ام‌دی-۸۲ تفتان در حال فرود.

هواپیمایی تفتان یک شرکت هواپیمایی ایرانی است. این شرکت هواپیمایی در سال ۱۳۸۳ تأسیس شد و بهره‌برداری از آن همان سال آغاز شد. این شرکت هواپیمایی در سال ۱۳۸۵ عملیات خود را متوقف کرد و در سال ۱۳۹۳ دوباره راه اندازی شد، تنها برای عملیات سال آینده و بعد از آن دوباره متوقف شد. برای سومین بار، این شرکت هواپیمایی در ماه مرداد سال ۱۳۹۵ عملیات خود را آغاز کرد. این شرکت هواپیمایی قطب اصلی خود را در فرودگاه زاهدان دارد و ناوگان آن شامل شش فروند هواپیمای فوکر ۵۰، یک فروند هواپیمای مک‌دانل داگلاس ام‌دی-۸۲ و یک فروند هواپیمای مک‌دانل داگلاس ام‌دی-۸۳ می‌باشد. این شرکت هم‌اکنون غیرفعال است.

## ناوگان هوایی
ناوگان هوایی هواپیمایی تفتان به شرح زیر است: